# Physician Payments Sunshine Act
 (septembre 2022).
La mise en forme du texte ne suit pas les recommandations de Wikipédia : il faut le « wikifier ».
Les points d'amélioration suivants sont les cas les plus fréquents :
- Les titres sont pré-formatés par le logiciel. Ils ne sont ni en capitales, ni en gras.
- Le texte ne doit pas être écrit en capitales (les noms de famille non plus), ni en gras, ni en italique, ni en « petit »…
- Le gras n'est utilisé que pour surligner le titre de l'article dans l'introduction, une seule fois.
- L'italique est rarement utilisé : mots en langue étrangère, titres d'œuvres, noms de bateaux, etc.
- Les citations ne sont pas en italique mais en corps de texte normal. Elles sont entourées par des guillemets français : « et ».
- Les listes à puces sont à éviter, des paragraphes rédigés étant largement préférés. Les tableaux sont à réserver à la présentation de données structurées (résultats, etc.).
- Les appels de note de bas de page (petits chiffres en exposant, introduits par l'outil «  Source ») sont à placer entre la fin de phrase et le point final[comme ça].
- Les liens internes (vers d'autres articles de Wikipédia) sont à choisir avec parcimonie. Créez des liens vers des articles approfondissant le sujet. Les termes génériques sans rapport avec le sujet sont à éviter, ainsi que les répétitions de liens vers un même terme.
- Les liens externes sont à placer uniquement dans une section « Liens externes », à la fin de l'article. Ces liens sont à choisir avec parcimonie suivant les règles définies. Si un lien sert de source à l'article, son insertion dans le texte est à faire par les notes de bas de page.
- La présentation des références doit suivre les conventions bibliographiques. Il est recommandé d'utiliser les modèles {{Ouvrage}}, {{Chapitre}}, {{Article}}, {{Lien web}} et/ou {{Bibliographie}}. Le mode d'édition visuel peut mettre en forme automatiquement les références.
- Insérer une infobox (cadre d'informations à droite) n'est pas obligatoire pour parachever la mise en page.

Pour une aide détaillée, merci de consulter Aide:Wikification.
Si vous pensez que ces points ont été résolus, vous pouvez retirer ce bandeau et améliorer la mise en forme d'un autre article.
 (septembre 2021).
Le contenu est difficilement compréhensible vu les erreurs de traduction, qui sont peut-être dues à l'utilisation d'un logiciel de traduction automatique.
Le Physician Payments Sunshine Act ou communément "Sunshine Act", est une loi américaine datant de 2010 prise dans le domaine de la santé publique et visant à accroître la transparence des relations financières entre les professionnels de la santé et les fabricants de produits pharmaceutiques.

## Contenu
Le Sunshine Act soumet les fabricants de médicaments, de dispositifs médicaux, et les distributeurs de matériels biologiques et médicaux couverts par les trois programmes de soins de santé fédéraux Medicare, Medicaid et State Children's Health Insurance Program à une obligation de collecte et de suivi de toutes les transactions financières faites aux profit des médecins et des hôpitaux universitaires ainsi qu'une obligation de déclaration de ces transactions au Centers for Medicare and Medicaid Services (CMS). L'objectif de la loi est d'accroître la transparence des relations financières entre les professionnels de la santé et les fabricants de produits pharmaceutiques afin de déceler de potentiels conflits d'intérêts. Le projet de loi donne la faculté aux États fédérés de promulguer des «exigences supplémentaires», dans la mesure où six d'entre eux disposaient déjà de lois sur la transparence financière dans l'industrie de la santé.
Une formation pour la compréhension du Sunshine Act par les médecins a été proposée en 2013 par l'American Medical Association.

## Histoire
Le Sunshine Act est présenté pour la première fois en 2007 de façon indépendante par le sénateur américain Charles Grassley, un Républicain de l'Iowa, et le sénateur Herb Kohl du Wisconsin, membre du Parti démocrate . Il connut un échec quant à son adoption. Après débat par divers groupes, il est finalement promulgué à l'occasion de la loi de 2010 sur la protection des patients et les soins abordables.[réf. nécessaire]
Il est proposé en 2011 l'utilisation de systèmes d'identification et de traçabilité des médecins concernés.
Le 30 septembre 2014, le CMS communique pour la première fois, les informations relatives aux transactions financières sur son site Web Open Payment Program, pour une période remontant à 2012.

## Critiques
L'impact limité de la loi sur la prescription et les dépenses de santé est évoqué en 2012.
Un article paru en 2015 dans la revue JAMA (Journal of the American Medical Association) déclarait que bien que l'importance de la transparence n'était pas remise en cause, « le véritable apport de la base de données reste incertain » et qu'il était « probablement trop tôt pour le déterminer ».

## Droit comparé
Il n'existe pas de consensus au niveau international sur les règles appropriées de divulgation des transactions financières.
L'Australie a été l'un des premiers pays à imposer, depuis la mi-2007, la publication des détails de chaque événement professionnel financé par l'industrie. Les données publiées et mises à jour semestriellement sont téléchargeables seulement au format PDF. Une étude de 2009 a révélé que les dépenses effectuées lors d'événements individuels étaient modeste mais cumulativement élevées, en particulier pour les prescripteurs de médicaments coûteux comme les oncologues, les endocrinologues et les cardiologues. Elle a conclu que les informations divulguées ne répondaient pas aux exigences de la loi et a proposé de collecter des données plus complètes.
Aux Pays-Bas, le Transparantieregister Zorg, créé en 2013, impose la divulgation complète des financements supérieurs à 500 euros effectués par les sociétés pharmaceutiques et les fabricants de dispositifs médicaux au bénéfice des professionnels de la santé, des organisations de patients, etc. L'efficacité de ce registre sera évaluée en 2019.